# Bugula vectifera
Bugula vectifera är en mossdjursart som beskrevs av Harmer 1926. Bugula vectifera ingår i släktet Bugula och familjen Bugulidae. Inga underarter finns listade i Catalogue of Life.